# Abraham Alikhanov
Abraham Alikhanov (en russe : Абрам Исаакович Алиханов, Abram Isaakovitch Alikhanov ; en arménien : Աբրահամ Իսահակի Ալիխանյան, Alikhanian) (20 février 1904 – 8 décembre 1970) est un physicien soviétique d'origine arménienne, membre de l'Académie des sciences de l'URSS. Il a été un des fondateurs du projet nucléaire soviétique. En 1945, il fonde l'Institut de physique théorique et expérimentale. Il est considéré comme l'un des pères de la physique des particules de l'URSS avec Igor Kourtchatov.
Il est le frère du physicien Artem Alikhanian.

## Biographie
Abraham Alikhanian est né le 20 février 1904 à Elisavetpol dans le gouvernement d'Elisavetpol (aujourd'hui Gandja en Azerbaïdjan). Il russifie son nom en Alikhanov vers 1930,,.
Après des études commerciales à Tiflis en Géorgie, il entre à l'Institut polytechnique de Géorgie puis à l'Institut polytechnique de Petrograd où il est diplômé en 1930. Dès 1927, il commence ses recherches à l'Institut physico-technique Ioffe sur la construction d'un cyclotron sous la direction de Vitali Khlopine (ru).
À partir de 1934, ses travaux portent sur la physique nucléaire. En 1945, il crée l'Institut de physique théorique et expérimentale à Moscou dont il sera le directeur jusqu'en 1968. En 1949, il crée le premier réacteur nucléaire soviétique.

## Distinctions
- Membre de l'Académie des sciences de l'URSS en 1943.
- Prix Staline en 1941, 1948 et 1953.
- Héros du travail socialiste, 1954.
- Inhumé au cimetière de Novodevitchi.